# Philippsthal
Philippsthal település Németországban, Hessen tartományban. Lakosainak száma 4117 fő (2023. december 31.). Philippsthal Unterbreizbach, Vacha, Heringen (Werra), Friedewald (Hessen) és Hohenroda községekkel határos.

## Népesség
A település népességének változása:
| Lakosok száma | 4183 | 4153 | 4073 | 4111 | 4117 |
|               | 2017 | 2019 | 2021 | 2022 | 2023 |